# Římskokatolická farnost Biskupice
Římskokatolická farnost Biskupice je jedno z územních společenství římských katolíků v děkanátu Svitavy s farním kostelem svatého Petra a Pavla.

## Historie farnosti
První písemná zmínka o obci pochází z roku 1262. Kostel zde byl zřejmě už v této době. Ve druhé polovině 18. století byl už ve špatném stavu. Byl proto zbořen a na jeho místě postaven nový. V září 1776 byl biskupický chrám sv. Petra a Pavla vysvěcen olomouckým biskupem. Fara se dříve nacházela vedle kostela, poté však byla duchovní správa do roku 1782 zrušena. Obnovena byla jako lokální kaplánka, později byla zřízena na návsi nová fara.

## Duchovní správci
Současným administrátorem excurrendo je od října 2015 P. Mgr. Pawel Wójcik, CP z Jaroměřic u Jevíčka.

## Bohoslužby
| Kostel                | Místo     | Bohoslužba (den) | Hodina                                    | Poznámka     |
| --------------------- | --------- | ---------------- | ----------------------------------------- | ------------ |
| svatého Petra a Pavla | Biskupice | neděle čtvrtek   | 11.00 16.00 (zimní čas)/17.00 (letní čas) | Farní kostel |